# Olympische Winterspiele 1948/Teilnehmer (Dänemark)
| Gelbes Symbol für Goldmedaillen mit stilisierten Olympischen Ringen | Graues Symbol für Silbermedaillen mit stilisierten Olympischen Ringen | Braundes Symbol für Bronzemedaillen mit stilisierten Olympischen Ringen |
| ------------------------------------------------------------------- | --------------------------------------------------------------------- | ----------------------------------------------------------------------- |
| —                                                                   | —                                                                     | —                                                                       |

Dänemark nahm an den V. Olympischen Winterspielen 1948 in St. Moritz mit einer Delegation von 2 Athleten teil.
| Männliche Teilnehmer aus Dänemark | Männliche Teilnehmer aus Dänemark | Männliche Teilnehmer aus Dänemark | Männliche Teilnehmer aus Dänemark | Männliche Teilnehmer aus Dänemark |
| Sportart                          | Sportler                          | Disziplin                         | Platz                             | Bemerkung                         |
| --------------------------------- | --------------------------------- | --------------------------------- | --------------------------------- | --------------------------------- |
| Eiskunstlauf                      | Per Cock-Clausen                  | Herren                            | 16                                |                                   |
| Eisschnelllauf                    | Aage Justesen                     | 500 m                             | 29                                |                                   |